# 小行星12281
小行星12281（12281 Chaumont）是一颗绕太阳运转的小行星，为主小行星带小行星。该小行星于1990年11月16日发现。

## 轨道参数
小行星12281的轨道半长轴为2.7388957 UA，离心率为0.016。